# Сангибан
Сангиба́н (V век) — вождь аланов, расселённых в Галлии в качестве федератов Западной Римской империи.

## Биография
В середине V века Сангибан сменил на посту военачальника римских федератов-аланов Гоара.
Примерно, в 440-х годах часть аланов, имевших статус федератов, была расселена Флавием Аэцием в Орлеане и его окрестностях с целью удержать вестготов от расширения занятой ими территории севернее реки Луары. Возможно, что Аэций также предвидел и возможность вторжения гуннов, своих бывших союзников.
В битве на Каталаунских полях в 451 году аланы Сангибана занимали центр римской армии. Готский историк Иордан писал, что это было сделано для того, чтобы предупредить возможность бегства алан. Однако это свидетельство, возможно, основано на предвзятом отношении Иордана к аланам, что также можно предположить и по другим его упоминаниям об аланах. Согласно мнению Б. Бахраха, именно стойкость аланов, действовавших в центре против отборных отрядов гуннов, позволила вестготам нанести по войскам Аттилы внезапный удар с фланга.
Дальнейшая судьба Сангибана неизвестна. Вероятно, что через несколько лет после битвы аланы были поглощены Тулузским королевством вестготов.
Этимология имени Сангибана точно не установлена. По предположению В. И. Абаева, имя имеет значение «Сильная рука» (от осетинских слов «сонг» — рука и «бон» (или бан) — сила).